# Заводівський ландшафтний заказник
Заво́дівський зака́зник — ландшафтний заказник місцевого значення в Україні. Розташований у Березівському районі Одеської області, поблизу села Заводівка. 
Площа заказника 93,0 га. Створено за рішенням облвиконкому від 30.12.1980 року № 795, перезатверджено рішенням облвиконкому від 02.10.1984 № 493. Межі заказника регламентуються розпорядженням Березівської районної державної адміністрації від 18.09.2008 року № 406/А-2008. Розташований на території урочища Заводівка, у кварталах 3—5 Березівського лісництва Березівського держлісгоспу. 
Заказник створено для охорони байрачних лісових насаджень уздовж річки Тилігул, які мають велике ґрунто- і водозахисне, а також естетичне і рекреаційне значення. 
Заказник являє собою штучні лісові насадження з дуба звичайного, клена гостролистого, акації білої, ясена зеленого, гледичії та інших рослин, звичних для насаджень степової зони. 
Заказник має значення як місце концентрації диких тварин та птахів.
Згідно з даними екологічного обстеження 2003 року заказник перебуває у задовільному стані.